# Alpsten
Alpsten är ett släktnamn (från 1930-talet) med rötter i Småland då ett antal bröder vid namn Andersson beslöt sig för att ta ett eget namn. Samtliga i Sverige med efternamnet Alpsten tillhör denna släkt.

## Personer med namnet Alpsten
- Börje Alpsten (1927–2009), svensk jurist och ämbetsman.
- Ellen Alpsten (född 1971), tysk journalist och författare.
- Magne Alpsten (1935–2017), svensk forskare och professor i medicinsk strålningsfysik.
- Monica Alpsten (född 1938), svensk bibliotekarie; en av grundarna av Svenska barnboksakademien.